# Iago Negueruela
Iago Negueruela Vázquez (Santiago de Compostela, 1980) es un inspector de trabajo, abogado y político español, que desde julio de 2015 ejerce el cargo de consejero de Trabajo, Comercio e Industria del Gobierno de las Islas Baleares.
Hijo del político y sindicalista gallego Enrique Negueruela, es licenciado en Derecho por la Universidad de Santiago de Compostela (USC). Tras finalizar sus estudios superiores, comenzó a trabajar como funcionario del Cuerpo Superior de Inspectores de Trabajo y Seguridad Social del Ministerio de Empleo y Seguridad Social y también pasó a ser miembro del "UPIT – Unión Progresista de Inspectores de Trabajo".
En el mundo de la política pertenece al Partido Socialista de las Islas Baleares (PSIB-PSOE), partido con el cual se presentó por la circunscripción electoral de Mallorca, en la lista para las elecciones al Parlamento de las Islas Baleares de 2015, pero no logró su escaño.
En julio de 2015 fue nombrado por la presidenta autonómica, Francina Armengol, como nuevo consejero de Trabajo, Comercio e Industria del Gobierno de las Islas Baleares.